# 大妻中野中学校・高等学校
大妻中野中学校・高等学校（おおつまなかのちゅうがっこう・こうとうがっこう）は、東京都中野区上高田二丁目にある私立女子中学校・高等学校。完全中高一貫校。運営は学校法人大妻学院。略称は「妻中」（つまなか）。

## 沿革
- 1941年（昭和16年）- 文園高等女学校として創立。福島県郡山の豪商・佐藤伝吉が夭折した愛嬢の供養と多くの娘達の育成を悲願として建てた。
- 1971年（昭和46年）- 中野女子高等学校と校名変更。法人名を学校法人誠美学園と変更。
- 1972年（昭和47年）- 学校法人誠美学園が大妻女子大学の傘下になり、大妻女子大学中野女子高等学校に改称
- 1995年（平成7年）- 大妻中野高等学校に名称を変更、同時に大妻中野中学校が再開
- 2008年（平成20年）- 高等学校からの生徒募集停止。帰国子女、一般入試とは別に、アドバンストの入試も開始し、一般のクラスより発展した学習をするクラスが新設
- 2011年（平成23年）- 中高新校舎棟高校エリア完成
- 2013年（平成25年）- 中高新校舎棟中学エリア完成。また運営法人が吸収合併により誠美学園から大妻学院となる。

## 部活動
- ダンス部
- ソフトテニス部
- バドミントン部
- ソフトボール部
- バレーボール部
- 卓球部
- 剣道部
- バスケットボール部
- 硬式テニス部
- チア部

- リビングアート部
- 演劇部
- 生物部
- 化学部
- 吹奏楽部
- 華道部
- JRC部
- 書道部
- 茶道部
- 美術部
- 箏曲部
- 漫画研究部
- ポピュラーミュージック部
- クッキング部
- 合唱部

- スキー部
- ING
- 文芸部

## 著名な出身者
- 目黒未奈 - 女優・声優 （文学座）
- 遠野あすか - 元宝塚歌劇団星組トップ娘役
- 金子デメリン - 漫画家
- 坂口莉果子 - モデル
- 児島美ゆき - 女優、歌手

## 交通
- JR中央線・総武線/東京メトロ東西線 中野駅 徒歩10分
- 西武新宿線 新井薬師前駅 徒歩8分

## 制服
- 冬服 中学：セーラー服、高校：ブレザー
- 夏服 中学：セーラー服、高校：ニットベスト

## 系列校
- 大妻女子大学
- 大妻中学校・高等学校
- 大妻多摩中学校・高等学校
- 大妻嵐山中学校・高等学校